# Zeferino Vieira
Zeferino Vieira Rodrigues Filho (Porto Alegre, 7 de janeiro de 1825 ou 1835 — 15 de junho de 1910) foi um escritor, jornalista e tradutor brasileiro.
Filho de Zeferino Vieira Rodrigues e Fausta Zeferino Centeno, trabalhou como oficial de justiça em Camaquã e como funcionário da Alfândega em Porto Alegre, aposentando-se em 1891. Depois dedicou-se à homeopatia, e segundo Múcio Teixeira teve grande clientela.
Foi membro da Sociedade Partenon Literário de Porto Alegre e colaborou em sua Revista Mensal. Poeta muito fecundo, deixou entre outros trabalhos o poema nativista À figueira silvestre (1856), o poema patriótico Ao dia 7 de setembro (1857), o poema heroico Riachuelo (1868), dedicado ao imperador, a sátira Ulrichenta (1870) em oitavas camonianas, a sátira política Animais palradores (1886), o ciclo As estações (1891), além de um volume de traduções de Lamartine e Byron (1883). Publicou um panegírico épico por ocasião da inauguração da estátua equestre do general Osório, em 1893,
Trabalhou no Jornal do Comércio, foi colaborador de vários jornais e da revista Guahyba, onde mostrou sua têmpera de monarquista ferrenho. Em 1896 publicou um panfleto combatendo o espiritismo. Múcio Teixeira, que o conheceu pessoalmente, deixou um testemunho sobre o poeta:
"Era uma verdadeira alma de poeta, que atravessou a vida a cantar, sem nunca sair de dentro da torre de cristal do seu sonho de acordado. A bondade do seu trato íntimo contrastava com a critica mordaz dos seus versos satíricos. Era de uma severidade de costumes e de uma honradez que se impunham ao respeito de todos, e de uma delicadeza de sentimentos que tornava encantadora a sua convivência. [...]
"Há um fato que o caracteriza, cuja transcendência moral não pode ser negada à publicidade, não só por ser a dignificação de um homem honrado, como porque merece ser conhecido, para que sirva de exemplo a todos os burocratas. Zeferino Rodrigues, no exercício do seu cargo, era o espantalho dos espertalhões que o cercavam por todos os lados, dentro e fora de uma repartição onde os que entravam pobres saiam ricos, pelo hábito ali enquistado de passar para o bolso dos contrabandistas e seus associados conferentes, dois terços, se não mais, das rendas aduaneiras. O nosso poeta, logo de entrada, foi correndo os vendilhões do templo do trabalho, ora com a sua fiscalização inteligente, ora com a vergasta da sátira com que os chicoteava".
Augusto Meyer disse que seu poema Gaúcho forte, com uma temática regionalista e monarquista, circulou amplamente no Rio Grande do Sul no fim do século XIX, Guilhermino César não tinha em grande conta seus poemas heroicos e sua lírica amorosa, considerando-os artificiais e excessivos na inspiração e duros na versificação, mas apreciava as quadras de inspiração popular, encontrando nelas uma simplicidade notável e envolvente. Mauro Póvoas o considera um autor de relevo, mas hoje sua obra está bastante esquecida.
Teve os filhos Zeferino Vieira Rodrigues Neto, funcionário público, Ariosto Vieira Rodrigues, funcionário dos Correios, Maria Fausta Vieira Rodrigues e Maria das Dores Vieira Rodrigues.